# 히리 모투 위키백과
히리 모투 위키백과는 히리 모투로 운영되는 위키백과 언어판이다. 2006년5월 9일에 시작되었다. 기호는 ho이다.